# ISO 3166-2:DO
 (indiquez la date de pose grâce au paramètre date).
Certains termes anglais peu courants en français devraient être remplacés par des termes français équivalents mieux connus.

Carte de la République dominicaine

ISO 3166-2 données pour la République dominicaine

## Mise à jour
```
ISO 3166-2:2000-06-21
 n°1
```

## District (1)es:distrito
```
DO-01  
Distrito Nacional
 (Santo Domingo)
```

## Provinces (29)es:provincia
```
DO-02  
Azua

DO-03  
Baoruco

DO-04  
Barahona

DO-05  
Dajabón

DO-06  
Duarte

DO-08  
El Seibo

DO-09  
Espaillat

DO-30  
Hato Mayor

DO-10  
Independencia

DO-11  
La Altagracia

DO-07  
Elías Piña

DO-12  
La Romana

DO-13  
La Vega

DO-14  
María Trinidad Sánchez

DO-28  
Monseñor Nouel

DO-15  
Monte Cristi

DO-29  
Monte Plata

DO-16  
Pedernales

DO-17  
Peravia

DO-18  
Puerto Plata

DO-19  
Salcedo

DO-20  
Samaná

DO-21  
San Cristóbal

DO-22  
San Juan

DO-23  
San Pedro de Macorís

DO-24  
Sánchez Ramírez

DO-25  
Santiago

DO-26  
Santiago Rodríguez

DO-27  
Valverde
```